# Berthold Viertel
Berthold Viertel (Vienna, 28 giugno 1885 – Vienna, 24 settembre 1953) è stato uno scrittore, drammaturgo e regista austriaco.
Nato in Austria, lavorò in Germania, negli Stati Uniti e in Gran Bretagna.

## Filmografia

### Regista
- Nora (1923)
- Die Perücke (1925)
- Die Abenteuer eines Zehnmarkscheines (1926)
- Il velo dell'Islam (The One Woman Idea) (1929)
- Seven Faces (1929)
- Il tormento di un uomo (Man Trouble) (1930)
- La spia (The Spy) (1931)
- Die heilige Flamme, co-regia William Dieterle (1931)
- The Magnificent Lie (1931)
- Il sesso più astuto (The Wiser Sex), co-regia Victor Viertel (1932)
- L'amore perduto (The Man from Yesterday) (1932)
- Raffiche (Little Friend) (1934)
- The Passing of the Third Floor Back (1935)
- Rhodes of Africa (1936)

### Sceneggiatore
- Nora, regia di Berthold Viertel (1923)
- Die Perücke, regia di Berthold Viertel
- I quattro diavoli (4 Devils), regia di Friedrich Wilhelm Murnau (1928)
- Il nostro pane quotidiano (City Girl), regia di Friedrich Wilhelm Murnau (1930)
- Die heilige Flamme, regia di William Dieterle e Berthold Viertel (1931)
- Raffiche (Little Friend), regia di Berthold Viertel (1934)
- Das gestohlene Jahr, regia di Wilfried Fraß (1951)
- Glasmenagerie, regia di Harald Braun film tv (1958)
- Alle meine Söhne, regia di August Everding film tv (1965)
- Die Glasmenagerie, regia di Ludwig Cremer film tv (1969)